# Kampfgeschwader Sachsenberg
Kampfgeschwader Sachsenberg – niemiecka jednostka lotnicza sformowana przez asa myśliwskiego Gottharda Sachsenberga z okresu walk z bolszewikami po I wojnie światowej.
Dywizjon został utworzony w styczniu 1919, w Berlinie jako jednostka ekspedycyjna do obrony wschodnich granic Republiki Weimarskiej przed bolszewikami. Jednostka została stworzona głównie z pierwszowojennych ochotników to jest byłych pilotów i żołnierzy Marine Jagdgeschwader oraz Jagdstaffel 7. Jednostka wspomagała oddziały ochotników walczących z wojskami rosyjskimi także w krajach nadbałtyckich: Estonii, Łotwie, Litwie oraz Finlandii. Po krótkim czasie jednostka w zasadzie wyeliminowała „czerwone” lotnictwo z obrębu swoich działań i spełniała funkcje rozpoznawcze.
W dywizjonie służyło wielu asów myśliwskich z I wojny światowej między innymi: Josef Jacobs, Gerhard Hubrich, Hans Goerth, Theo Osterkamp, Walther Wadehn, Alexander Zenzes, Bruno Loerzer.
Dywizjon Sachsenberga używał między innymi samolotów Fokker D.VII, Junkers CL.I, Junkers D.I i Rumpler C.IV.

## Skład dywizjonu w lutym 1919
- Freiwilingen Flieger Abteilung 413
- Freiwilingen Flieger Abteilung 416
- Freiwilingen Flieger Abteilung 417

## Skład dywizjonu w marcu 1919
- Freiwilingen Flieger Abteilung 413
- Freiwilingen Flieger Abteilung 416
- Freiwilingen Flieger Abteilung 417
- Freiwilingen Flieger Abteilung 421
- Freiwilingen Flieger Abteilung 424
- Freiwilingen Flieger Abteilung 425
- Freiwilingen Flieger Abteilung 426
- Freiwilingen Flieger Abteilung 427
- Freiwilingen Flieger Abteilung 433

## Dowódcy dywizjonu
| Stopień   | Nazwisko             | Okres                        |
| --------- | -------------------- | ---------------------------- |
| Porucznik | Gotthard Sachsenberg | styczeń 1919 – grudzień 1919 |